# Kafr el Sheikh
Kafr el Sheikh is een stad in Egypte en is de hoofdplaats van het gouvernement Kafr el Sheikh.
Bij de volkstelling van 2006 telde Kafr el Sheikh 147.380 inwoners.
De stad is ook een archeologische vindplaats. Zo werden in 2024 de resten van een sterrenwacht uit de 6e eeuw v.Chr. opgegraven, die naast een wetenschappelijke ook een religieuze functie had.

## Geboren
- Mohammed Atta, Egyptisch-Saoedisch terrorist (1968-2001)
- Mahmoud Hassan (1994), voetballer